# William Charles Linnaeus Martin
William Charles Linnaeus Martin (1798 – 1864) è stato un naturalista inglese.
Martin, figlio del naturalista William Martin fu curatore del museo della Società Zoologica di Londra dal 1830 al 1838, quando perse questa carica a causa di tagli finanziari. Divenne uno scrittore di storia naturale a tempo pieno, scrivendo più di un migliaio fra articoli e libri, tra cui A Natural History of Quadrupeds and other Mammiferous Animals (1841), The History of the Dog (1845), The History of the Horse (1845) e Pictorial Museum of Animated Nature (1848-9).